# Amy Locane
Amy Rose Locane (n. Trenton, Nueva Jersey; 19 de diciembre de 1971) es una actriz de cine y televisión estadounidense. Es más conocida por su papel en la comedia musical Cry-Baby de John Waters en 1990. En 1992, Locane interpretó a Sandy Harling en la primera temporada de la serie de televisión Melrose Place. También es recordada por su papel como Kayla en la película de comedia Cabezas huecas, de 1994.

## Carrera
Locane nació en Trenton, Nueva Jersey. A los 12 años ya había actuado en más de medio centenar de anuncios publicitarios antes de ser elegida como actriz regular en la serie de comedia Spencer (1984). Fue parte del elenco original de la serie Melrose Place interpretando a Sandy Harling, pero dejó la serie después de sólo 13 episodios. En cine interpretó al interés romántico de Johnny Depp en el musical Cry-Baby, de 1990. También interpretó el papel de la novia de Brendan Fraser en las películas School Ties y Airheads.

## Vida personal
En 2008, contrajo matrimonio con Mark Bovenizer, un empresario y bombero voluntario de Nueva Jersey. La pareja tuvo dos hijas, Paige Cricket (nacida en enero de 2007) y Avery Hope (nacida en enero de 2009). Su hija Paige tiene discapacidad mental mientras que Avery sufre de la enfermedad de Crohn.
Tras casarse, decidió retirarse de la actuación en películas, pero continuó actuando principalmente en el teatro de su comunidad, en Hopewell, Nueva Jersey.
El 27 de junio de 2010, Locane, entonces de 38 años de edad, causó un accidente automovilístico en Montgomery, Nueva Jersey, chocando contra el vehículo de un hombre llamado Fred Seeman, hiriéndolo gravemente y matando a su esposa de 60 años. Las posteriores pruebas revelaron que el nivel de alcohol en sangre de Locane era tres veces superior al límite permitido legalmente. En diciembre de 2010, Locane fue acusada de homicidio involuntario y asalto agravado. El 14 de febrero de 2013, Locane fue sentenciada a tres años de prisión, sin embargo, el juez Robert B. Reed, le impuso una condena menor a la mínima de cinco años debido a factores atenuantes que incluían la enfermedad de Crohn de su hija menor.
Locane fue recluida en el correccional de mujeres Edna Mahan y fue puesta en libertad condicional el 12 de junio de 2015, tras dos años y cuatro meses de prisión. El 22 de julio de 2016, un tribunal de apelaciones de Nueva Jersey dictaminó que la sentencia de tres años sería revisada debido a que se consideró un motivo inadecuado por parte de Reed para su indulgencia. Tras la revisión, Reed declaró en septiembre de 2016 que se había equivocado en su decisión, y que Locane debería cumplir seis meses más. Sin embargo, el 13 de enero de 2017, Reed dictaminó que ya no tendría que volver a la cárcel, alegando que su conducta desde su liberación no representaba una amenaza para la sociedad. Locane dijo que la memoria de Seeman "estará siempre en mis pensamientos".
Tras su liberación, su esposo, Mark Bovenizer, solicitó el divorcio y restringió las visitas a sus hijas.

## Filmografía

### Cine
| Año  | Título                            | Personaje               | Observaciones |
| ---- | --------------------------------- | ----------------------- | ------------- |
| 1989 | Lost Angels                       | Cheryl Anderson         |               |
| 1990 | Cry-Baby                          | Allison Vernon-Williams |               |
| 1991 | No Secrets                        | Jennifer                |               |
| 1992 | School Ties                       | Sally Wheeler           |               |
| 1994 | Airheads                          | Kayla                   |               |
| 1994 | Blue Sky                          | Alex Marshall           |               |
| 1996 | Criminal Hearts                   | Keli                    |               |
| 1996 | Carried Away                      | Catherine Wheeler       |               |
| 1997 | Going All the Way                 | Buddy Porter            |               |
| 1997 | Prefontaine                       | Nancy Alleman           |               |
| 1997 | The Girl Gets Moe                 | Beth                    |               |
| 1998 | Bongwater                         | Jennifer                |               |
| 1998 | Bram Stoker's Legend of the Mummy | Margaret Trelawny       |               |
| 1999 | Implicated                        | Ann Campbell            |               |
| 2001 | The Heist                         | Lucy                    |               |
| 2002 | Secretary                         | Hermana de Lee          |               |
| 2002 | Bad Karma                         | Carly Campbell          |               |
| 2005 | Throttle                          | Molly Weaver            |               |
| 2009 | Visiting                          | Julia                   | Cortometraje  |
| 2009 | Coffee                            | Sarah                   | Cortometraje  |

### Televisión
| Año       | Título                  | Rol                  | Notas            |
| --------- | ----------------------- | -------------------- | ---------------- |
| 1984−1985 | Spencer                 | Andrea Winger        | 13 episodios     |
| 1985      | Young People's Specials | Karen                | 1 episodio       |
| 1985      | Special Treat           | Bridget Frommer      | 1 episodio       |
| 1988      | Hothouse                | Nancy                | 3 episodios      |
| 1992      | Melrose Place           | Sandy Louise Harling | 13 episodios     |
| 1997      | End of Summer           | Alice                | Película para TV |
| 1998      | Ebenezer                | Erica Marlowe        | Película para TV |
| 1998      | Route 9                 | Sally Hogan          | Película para TV |
| 1999      | Touched by an Angel     | Stella               | 1 episodio       |
| 2003      | Mystery Woman           | Tracy Stenning       | Película para TV |
| 2005      | Alien Express           | Rosie Holden         | Película para TV |